# Человек-в-горошек
Человек-в-горошек (англ. Polka-Dot Man), также известный как Абнер Крилл (англ. Abner Krill) — вымышленный суперзлодей, фигурирующий в комиксах американского издательства DC Comics в качестве одного из второстепенных врагов Бэтмена. Входит в расширенный список противников этого супергероя.
В 2021 году состоялся кинематографический дебют этого персонажа в ленте Джеймса Ганна «Отряд самоубийц: Миссия навылет». Роль Человека-в-горошек исполнил Дэвид Дастмалчян.

## Первое появление
Человек-в-горошек впервые появился в 300-м номере журнала Detective Comics (февраль 1962 года). Персонаж был придуман писателем Биллом Фингером и художником Шелдоном Молдоффом.

## Биография

### Становление Человека-в-горошек
Вскоре после появления Бэтмена в Готэм-сити, растущая известность супергероя привела к появлению целой плеяды замаскированных преступников, которые в основном совершали безобидные преступления. Их целью было привлечь внимание супергероя в надежде помериться силой с легендарным линчевателем. Среди них был местный мошенник по имени Абнер Крилл, который по неизвестным причинам решил развязать волну преступности, отличительной чертой которой были сверхъестественные горошины (пятна), вследствие чего за ним стали охотиться Бэтмен и Робин. Первоначально он называл себя «Мистер Горошек» и был одет в костюм, покрытый пятнами (которые, будучи разного размера и цвета, на самом деле не подходили под описание узора «горошек»). Магические пятна с костюма можно было использовать для различных целей, например, для создания смертоносного оружия или причудливого механизма для побега. Ему удалось поймать Робина, однако Бэтмен, в итоге, сумел победить суперзлодея.

### Возвращение к преступности
Спустя годы Крилл (теперь называющий себя Человеком-в-горошек) снова встал на преступный путь. Оказавшись безработным и без средств к существованию он из последних сил пытался оплачивать счета и сводить концы с концами. Теперь, больше не имея возможности пользоваться своим оригинальным электронно-модифицированным костюмом, он был вынужден пойти на непродуманное ограбление ювелирного магазина вооружившись лишь бейсбольной битой. По ходу этого инцидента он напал на офицера Фоли из Полицейского управления Готэма, причинив ему лёгкие травмы. После чего его жестоко избил детектив Харви Баллок, который испытывал неприязнь к костюмированным злодеям. После этого Человек-в-горошек подал иск против полицейского управления обвиняя стражей порядка в жестокости. В итоге Баллок был вынужден обратиться к психиатру.
После выздоровления Крилл превратился в хронического алкоголика, проводившего большую часть свободного времени в дешёвых барах и перестав быть угрозой для Бэтмена. Тот факт, что Робин выследил его с помощью леопарда, стал чем-то вроде дежурной шутки среди других суперзлодеев. Найтвинг столкнулся с Человеком-в-горошек во второй раз во время погрома «My Alibi», бара, известного завсегдатаями преступного мира, которые ручались за местонахождение друг друга, когда они совершали преступления. Найтвинг швырнул Криля через витрину на улицу, где его подобрала полиция.

### Смерть
Позже Мистер Горошек (вернувшийся к своему первоначальному псевдониму) снова предстал в новом облике, присоединившись к группе злодеев, работающих на Генерала Иммортуса. Иммортус с помощью Профессора Майло улучшил способности и гаджеты злодеев. Как последователь генерала Иммортуса, Мистер Горошек предположительно был прооперирован профессором Майло, чтобы усвоить новые сверхспособности. Группа преступников была уничтожена после предательства со стороны Человека-Пламя. Большинство из них были убиты в жестоком бою, в том числе и Мистер Горошек. Его голова была раздавлена после того, как на неё упала крышка канализационного люка.

## Суперспособности
Во время создания своего суперкостюма Абнер Крилл обладал передовой технологией в виде горошин, которые управлялись с помощью его пояса. Будучи прикреплёнными к его костюму, они были инертны, однако как только их снимали, они увеличивались в размерах и превращались в различные устройства, которые были полезны в его преступлениях, особенно летающая тарелка, которую суперзлодей использовал в качестве транспортного средства для бегства.
Среди пятен, которые трансформировал Человек-в-горошек, фигурировали:
- Flying Buzzsaw Dot: красная горошина, создающая смертоносный снаряд. Горошина имеет вращающийся внутренний механизм, на котором установлено полотно циркулярной пилы.
- Flying Saucer Dot: жёлтая горошина, которая превращается в плоский планер размером с человека. Он управляется серией кнопок или переключателей на поясе Человека-в-горошек.
- Sun Dot: золотая горошина, создающая ослепляющий снаряд. Он предназначается, чтобы имитировать солнце и излучать дезориентирующий свет, похожий на вспышку.
- Bubble Dot: белая горошина, которая превращается в полупрозрачную капсулу, способную летать. Как и летающая тарелка она управляется с помощью ремня суперзлодея.
- Fist Dots: красные, жёлтые и оранжевые горошины, используемые в качестве снарядов. После броска они превращаются в оружие имитирующее человеческие кулаки. Когда они отскакивают от противников с близкого расстояния, эти горошины производят сотрясающий эффект.
- Hole Dot: чёрная горошина, которую Человек-в-горошек называл просто «дырой». Она представляет собой систему телепортации и, предположительно, была разработана с помощью Генерала Иммортуса.

## Другие версии

### Injustice 2
Человек-в-горошек появляется в комиксе-приквеле видеоигры Injustice 2. После событий первой игры он показан как член Отряда самоубийц этой вселенной. Однако после того, как таинственный злодей (на самом деле Джейсон Тодд, замаскированный под Бэтмена) появляется и берёт Отряд под свой контроль, он убивает Человека-в-горошек, используя бомбу, имплантированную в его шею, считая его бесполезным.

### Batman '66
Человек в горошек появляется в эпизодической роли в финальном выпуске серии комиксов Batman ’66, действие которой происходит во вселенной телесериала «Бэтмен» 1966 года.

## В других медиа

### Телевидение
Человек-в-горошек эпизодически появляется в мультсериале «Бэтмен: Отважный и смелый», в сериях — «Легенды тёмного клеща!» и « Джокер: Мерзкий и Подлый!».

### Кино
- Человек-в-горошек фигурирует в анимационном фильме «Лего Фильм: Бэтмен», в качестве камео.
- Человек-в-горошек появляется в качестве одного из героев фильма Джеймса Ганна «Отряд самоубийц: Миссия навылет», роль этого персонажа исполнил Дэвид Дастмалчян[13][14][15].

### Видеоигры
- Человек-в-горошек фигурирует в качестве разблокируемого игрового персонажа в видеоигре LEGO Batman 3: Beyond Gotham, озвученный Ди Брэдли Бейкером.
- Человек-в-горошек появляется в качестве разблокируемого игрового персонажа в видеоигре Lego DC Super-Villains, озвученный Грегом Миллером[англ.][16][17].